# Cincinnatus

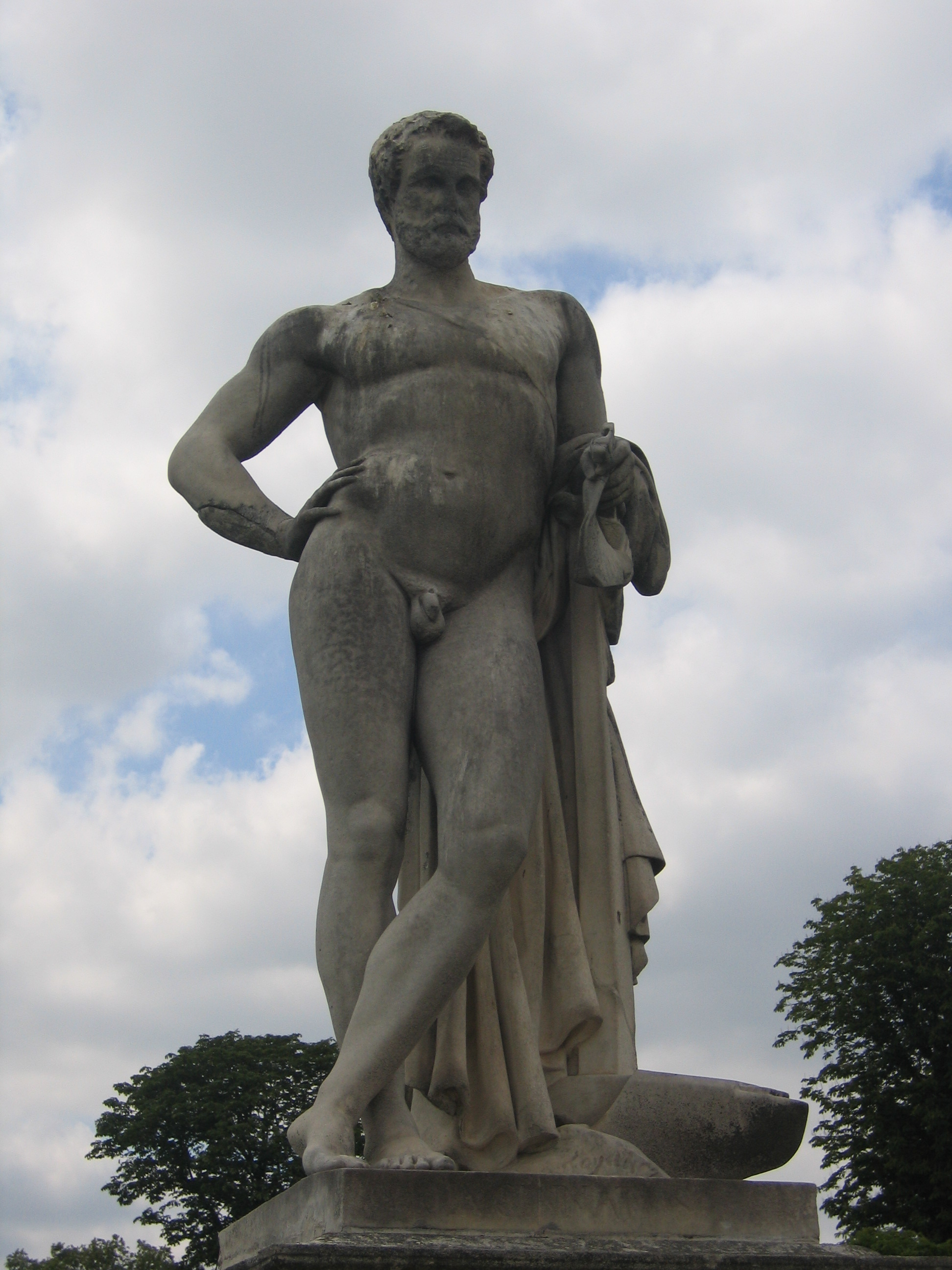
Staty föreställande Cincinnatus i Paris, gjord av Denis Foyatier

Lucius Quinctius Cincinnatus, född 519 f.Kr., död 438 f.Kr., var konsul 460 f.Kr. och diktator 458 f.Kr. samt 439 f.Kr. Namnet Cincinnatus betyder "den lockige".

## Biografi
Legenden säger att Cincinnatus 458 f.Kr. utförde sitt uppdrag som diktator och försvarade Rom mot invasion från folken i sydöst (Aequi och Volsci) i slaget vid Mons Algidus, för att sedan snarast återgå till sin bondgård. Trovärdigheten bakom historien är omtvistad, men den har haft som syfte under senare romersk tid att visa på det bästa hos den romerske medborgaren, det vill säga förenandet av ett enkelt levnadssätt med krigarens bästa egenskaper.
Städerna Cincinnato i Italien och Cincinnatus, NY i USA är uppkallade efter Cincinnatus. Staden Cincinnati, Ohio har indirekt fått namn efter Cincinnatus, via The General Society of the Cincinnatus, en förening i det koloniala Amerika som existerar än idag.